# Kieżgajłowie herbu Zadora
Kieżgajłowie  – magnacki ród książęcy herbu Zadora pochodzenia litewskiego. Wywodzili się z rodu Wolimuntowiczów (zob. Maciej Szedybor Wolimuntowicz).
Kieżgajłowie byli jedną z najzamozniejszych rodzin na Litwie. Wielu Kieżgajłów piastowało urząd starosty żmudzkiego.
Przedstawciele:
- Michał Kieżgajło z Dziewałtowa starszy (?–między 1448 a 1451), kasztelan wileński
- Michał Kieżgajło z Dziewałtowa młodszy (?–1476), kanclerz wielki litewsk i wojewoda wileński
- Jan Kieżgajło (?–1485), kasztelan trocki, następnie wileński;
- Stanisław Janowicz Kieżgajło (?–1527), kasztelan trocki i wileński, hetman wielki litewski;

Ród wygasł na Stanisławie (ok. 1520–1554), podczaszym litewskim, większość dóbr rodu przeszła w ręce królewskie.